# Сишань (горы, Пекин)
Сишань (кит. упр. 西山, пиньинь Xīshān — букв. «Западные горы») — горы на северо-западе Пекина, на которых расположено множество буддийских построек и храмов, таких как: Фахай на самом юге, Цышань на западном склоне, Вофо на северо-востоке (рядом с ботаническим садом), Чжаомяо у восточного подножия горы и одноимённого Парка Сяншань, а чуть севернее его храм Биюнь.